# Danmark (1794)
Lo HDMS Danmark è stato un vascello da 74 cannoni in servizio tra il 1795 e il 1807 nella Reale Marina dei Regni di Danimarca e Norvegia, e tra il 1807 e il 1814 nella Royal Navy britannica.

## Storia
Il vascello da 74 cannoni Danmark, progettato dall'ingegnere navale Ernst Stibolt, venne impostato presso il cantiere navale Nyholm Dyd di Copenaghen l'8 aprile 1792, e varato il 27 settembre 1794 entrò in servizio attivo nella Kongelige danske marine nel 1795.  Il 2 aprile 1791 il vascello prese parte alla prima battaglia di Copenaghen contro le forze navali inglesi al comando di Sir Hyde Parker. 
L'unità fu catturata dalla Royal Navy dopo la seconda battaglia di Copenaghen il 7 settembre 1807. Arrivata a Portsmouth il 7 novembre dello stesso anno venne immessa in servizio come HMS Danmark dopo aver effettuato alcuni lavori di raddobbo durati dal giugno 1808 al febbraio 1809. All'atto dell'entrata in servizio l'armamento era composto da 28 cannoni da 32 libbre, 30 da 18 libbre, 6 da 18 libbre, 8 da 12 libbre, e 10 carronate da 32 libbre. Al comando del captain James Bissett (dicembre 1808-1811) l'unità partecipò, in forza alla squadra navale agli ordini di Sir Richard Strachan,  alla spedizione contro l'isola di Walcheren e per distruggere i porti francesi sul fiume Schelda (28 luglio 1809), e il 14 gennaio 1810 prestò servizio presso le Isole Sottovento. La sua ridenominazione con il nome di HMS Marathon fu cancellata nel 1809. Il 31 maggio 1811 Bisset fu sostituito dal captain Philip Browne, che mantenne il comando sino al 9 settembre dello stesso anno quando Bisset riprese il comando dell'unità. Nel settembre 1812 il vascello, al comando del nuovo comandante, il captain Henry Edward Reginald Baker, operò nel Mare del Nord. Radiata nel 1814, la nave venne venduta per demolizione il 14 dicembre 1815 a Joshua Crystall per la cifra di 2.400 sterline, e subito demolita a Rotherhithe.

### Fonti
1. 1 2 3 4 5 6  Lyon, Winfield 2004, p. 41.
2. 1 2  Tree Decks.
3. 1 2 3 4 5 6 7  Tree Decks.